# Vit sköldpaddsört
Vit sköldpaddsört (Chelone glabra) är en grobladsväxtart som beskrevs av Carl von Linné. Enligt Catalogue of Life ingår Vit sköldpaddsört i släktet sköldpaddsörter och familjen grobladsväxter, men enligt Dyntaxa är tillhörigheten istället släktet sköldpaddsörter och familjen grobladsväxter. Arten har ej påträffats i Sverige. Utöver nominatformen finns också underarten C. g. glabra.

## Bildgalleri

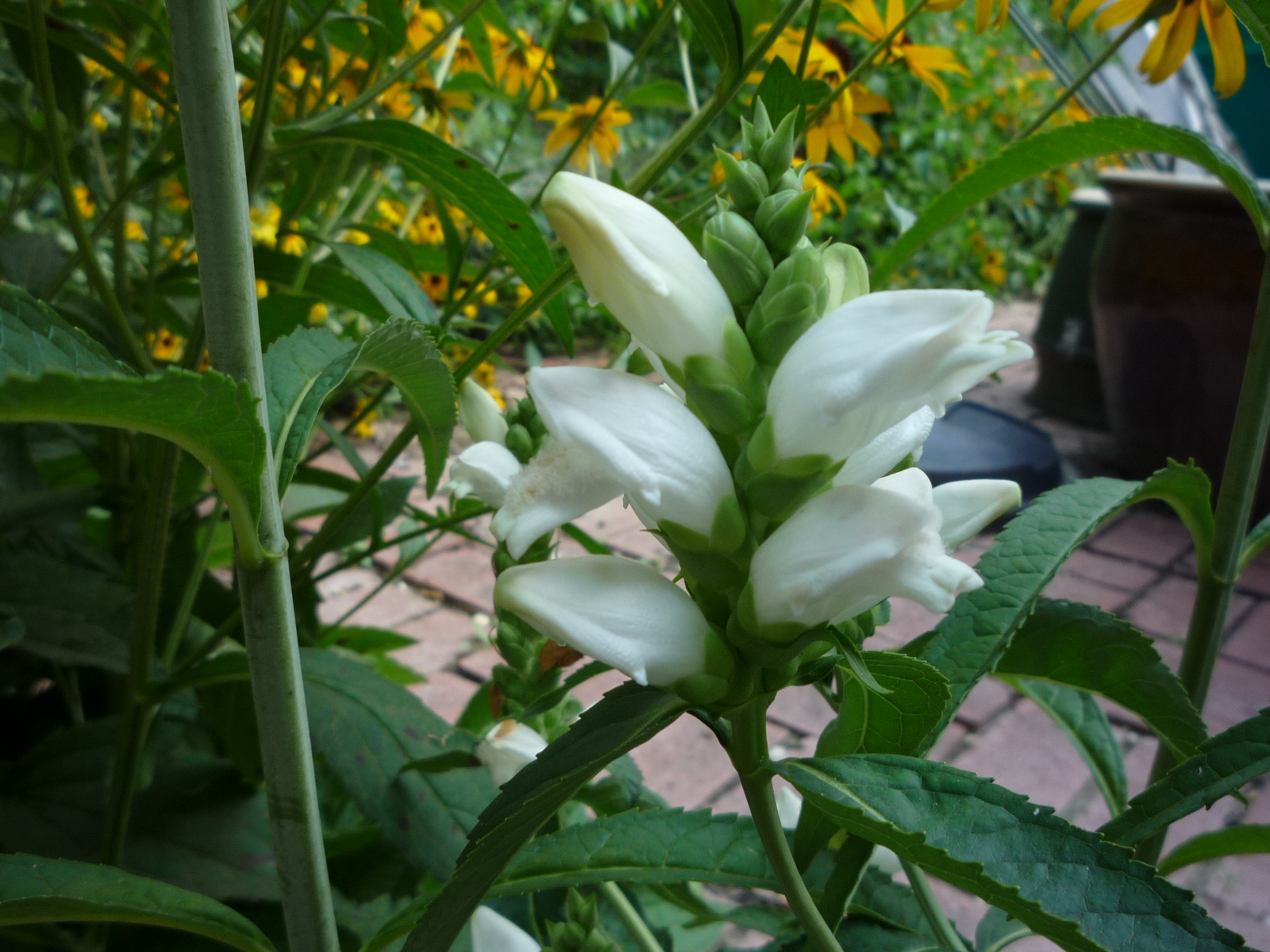